# Бери (Илиноис)
Бери (енгл. Barry) град је у америчкој савезној држави Илиноис. По попису становништва из 2010. у њему је живело 1.318 становника.

## Демографија
Према попису становништва из 2010. у граду је живело 1.318 становника, што је 50 (3,7%) становника мање него 2000. године.
| Група             | 2000.         | 2010.         |
| Белци             | 1.349 (98,6%) | 1.273 (96,6%) |
| Афроамериканци    | 0 (0,0%)      | 0 (0,0%)      |
| Азијати           | 6 (0,4%)      | 2 (0,2%)      |
| Хиспаноамериканци | 11 (0,8%)     | 18 (1,4%)     |
| Укупно            | 1.368         | 1.318         |